# Xanthorhoe infumata
Xanthorhoe infumata är en fjärilsart som beskrevs av Barnes och Mcdunnough 1917. Xanthorhoe infumata ingår i släktet Xanthorhoe och familjen mätare. Inga underarter finns listade i Catalogue of Life.